# Gábor Bodó
Gábor Bodó (ur. 5 sierpnia 1941 w Balatonfüred, zm. 8 lipca 2011 w Győr) – węgierski siatkarz i lekkoatleta.

## Kariera lekkoatletyczna
W latach 1961–1962 był członkiem kadry narodowej Węgier w lekkoatletyce.

## Kariera siatkarska

### Kariera klubowa
W latach 1959–1963 był zawodnikiem klubu TFSE, a w latach 1963–1970 grał w Honvédzie Budapeszt. Z klubem tym w latach 1964–1967 zostawał mistrzem kraju, w 1963 i 1968 zdobywał wicemistrzostwo, a w 1969 zajął trzecie miejsce w lidze węgierskiej.

### Kariera reprezentacyjna
W latach 1964–1965 rozegrał 30 meczów w reprezentacji Węgier. W 1964 wystartował wraz z nią na igrzyskach olimpijskich, na których kadra zajęła 6. miejsce, a Bodó zagrał w 6 spotkaniach. Rok później zdobył srebrny medal na uniwersjadzie.

## Losy po zakończeniu kariery
Po zakończeniu kariery pracował jako nauczyciel wychowania fizycznego. Zmarł 8 lipca 2011 w Győr, a pochowany został 27 lipca tegoż roku w tym samym mieście.